# 妙定院
妙定院（みょうじょういん）は東京都港区芝公園四丁目にある浄土宗の寺院である。山号は三縁山。寺号は増上寺。本尊は阿弥陀如来で本堂に安置されている。

## 沿革
宝暦11年（1761年）、江戸幕府第9代将軍徳川家重が死去し、増上寺46世住持であった妙誉定月（みょうよじょうげつ）が葬儀の導師を勤めた。定月は宝暦13年（1763年）に志願し、増上寺山内の山下谷に戒壇造りの堂を建て妙定院とした。家重（惇信院）の中陰の尊牌や歴代将軍の位牌を安置し、増上寺別院として取り立てられ、六時勤行の道場となった。明和8年（1770年）には、永代供養料などが江戸城大奥から寄せられた。円光大師（法然）の像は、東国における拝所第一番として、美作誕生寺の写しであった。
また、江戸南方四十八所地蔵尊参りのうち「二十七番 将軍地蔵尊」に列せられている。
創建時より増上寺山内であった現在地に所在している。

## 境内
- 本堂 - 阿弥陀三尊像を安置。
- 熊野堂 - 熊野三社大権現を安置。
- 浄土蔵（上土蔵） - 善光寺式阿弥陀三尊を安置。
- 法然堂 - 円光大師（法然上人）坐像を安置。

### 墓所
- 万里小路家
- 前田正名

などの墓がある。

## 文化財

### 国の登録有形文化財
- 熊野堂
- 上土蔵（浄土蔵）

### 区指定文化財
- 法然上人伝絵詞
- 琴棋書画図屏風
- 絹本着色 出山釈迦図 円山応挙筆
- 絹本着色当麻曼荼羅図
- 銅造阿弥陀如来及両脇侍立像
- 奈良時代写経

### 区登録文化財
- 円光大師（法然上人）坐像

## 交通アクセス
- 都営三田線 芝公園駅（A4出口）徒歩4分
- 都営大江戸線 赤羽橋駅（赤羽橋口）徒歩1分
- JR山手線・京浜東北線、東京モノレール 浜松町駅下車 徒歩15分